# 臼津峠
臼津峠（きゅうしんとうげ）は、大分県臼杵市大泊と津久見市徳浦の間にある大分県道217号臼杵津久見線の峠。臼津峠という名は、臼杵と津久見からそれぞれ1文字ずつをとったものである。

## 概要
かつては国道217号が通るとともに、津久見市と大分市を結ぶ路線バスもこの峠を走っており、長目半島とこれに連なる山々で隔てられた臼杵市と津久見市を結ぶ最も主要なルートであった。
国道217号は、軍事用道路として建設されたものであったが、実際に完成したのは第二次世界大戦後の1948年（昭和23年）のことであった。この道路が完成するまでは、臼杵市と津久見市との間の交通は、内陸を迂回する旧野津町経由のルートが一般的であった。
1977年（昭和52年）に新臼津トンネルを含む国道217号臼津バイパスが開通したことにより、この区間は国道217号から同じ番号の県道217号へと指定替えされた。バイパスの開通に加え、2001年（平成13年）に東九州自動車道が津久見ICまで開通したこともあって、現在、臼津峠の交通量は激減している。
同区間を走っている日豊本線が徳浦トンネルでこの峠の下を真っ直ぐに抜けるのに対して、県道217号は等高線に沿うようにいくつものカーブを曲がり大きく迂回しながら峠を登り降りする。峠の最高地点である臼杵市と津久見市の市境付近は延長332mの臼津隧道となっている。
臼津峠は、日豊海岸国定公園の指定区域内にあり、豊後水道、日豊海岸のリアス式海岸、津久見島を望むことができるポイントがある。また、桜の名所でもある。1962年（昭和37年）に選定された大分百景のひとつに選ばれている。